# 高西江
高西江（1926年2月—2008年2月16日），男，河北威县人，中华人民共和国政治人物，全国人大法制工作委员会原副主任、刑法室主任，中国法学会副会长。